# Grote Japanse bosmuis
De grote Japanse bosmuis (Apodemus speciosus) is een knaagdier uit het geslacht bosmuizen (Apodemus) dat voorkomt in Japan. Deze soort komt voor op de vier grote eilanden (Hokkaido, Honshu, Shikoku en Kyushu) en op een aantal kleinere eilanden. De grote Japanse bosmuis is verwant aan de andere soorten van het ondergeslacht Apodemus, maar niet aan de kleine Japanse bosmuis (A. argenteus), die een andere hoofdgroep binnen het geslacht vormt. Enkele andere soorten verwant aan A. speciosus, zoals A. ainu, A. miyakensis en A. navigator zijn soms erkend, maar dat wordt recentelijk niet meer gedaan. Deze soort is in Japan fossiel bekend vanaf het Midden-Pleistoceen.